# 757 př. n. l.

## Události
- V Itálii byla založena eubojská dynastie Kýmé

## Hlavy států
- Asýrie – Aššur-dán III.
- Babylonie – Nabu-Šumi-Ukín II.